# فاست تايمز آت ريدجمونت
فاست تايمز آت ريدجمونت (بالإنجليزية: Fast Times at Ridgemont High)‏ هو فيلم كوميدي تم إنتاجه في الولايات المتحدة وصدر في سنة 1982. من بطولة شون بن وجينيفر جيسون لي وفيبي كيتس.

## الميزانية والإيرادات
بلغت تكلفة إنتاج الفيلم حوالي 4.5 مليون دولار بينما حقق أرباحا تقدر بـ 27.1 مليون دولار.

## وصلات خارجية
- فاست تايمز آت ريدجمونت على موقع EncyclopediaOfSurfing.com (الإنجليزية)

- فاست تايمز آت ريدجمونت على موقع IMDb (الإنجليزية)
- فاست تايمز آت ريدجمونت على موقع ميتاكريتيك (الإنجليزية)
- فاست تايمز آت ريدجمونت على موقع الموسوعة البريطانية (الإنجليزية)
- فاست تايمز آت ريدجمونت على موقع روتن توميتوز (الإنجليزية)
- فاست تايمز آت ريدجمونت على موقع نتفليكس (الإنجليزية)
- فاست تايمز آت ريدجمونت على موقع قاعدة بيانات الأفلام العربية
- فاست تايمز آت ريدجمونت على موقع ألو سيني (الفرنسية)
- فاست تايمز آت ريدجمونت على موقع Turner Classic Movies (الإنجليزية)
- فاست تايمز آت ريدجمونت على موقع أول موفي (الإنجليزية)
- فاست تايمز آت ريدجمونت على موقع بوكس أوفيس موجو (الإنجليزية)